# Jacques-Auguste Régnier
Pour les articles homonymes, voir Regnier.
Jacques Augustin Regnier, dit Jacques Auguste Regnier, né le 26 août 1787 à Paris et mort dans la même ville le 2 juin 1860, est un peintre français.
Appartenant au mouvement romantique, il contribua, sous l'influence de la littérature anglaise de la fin du XVIIIe siècle, à l'émergence du genre troubadour, qui connut un grand succès en France sous la Restauration.

## Biographie

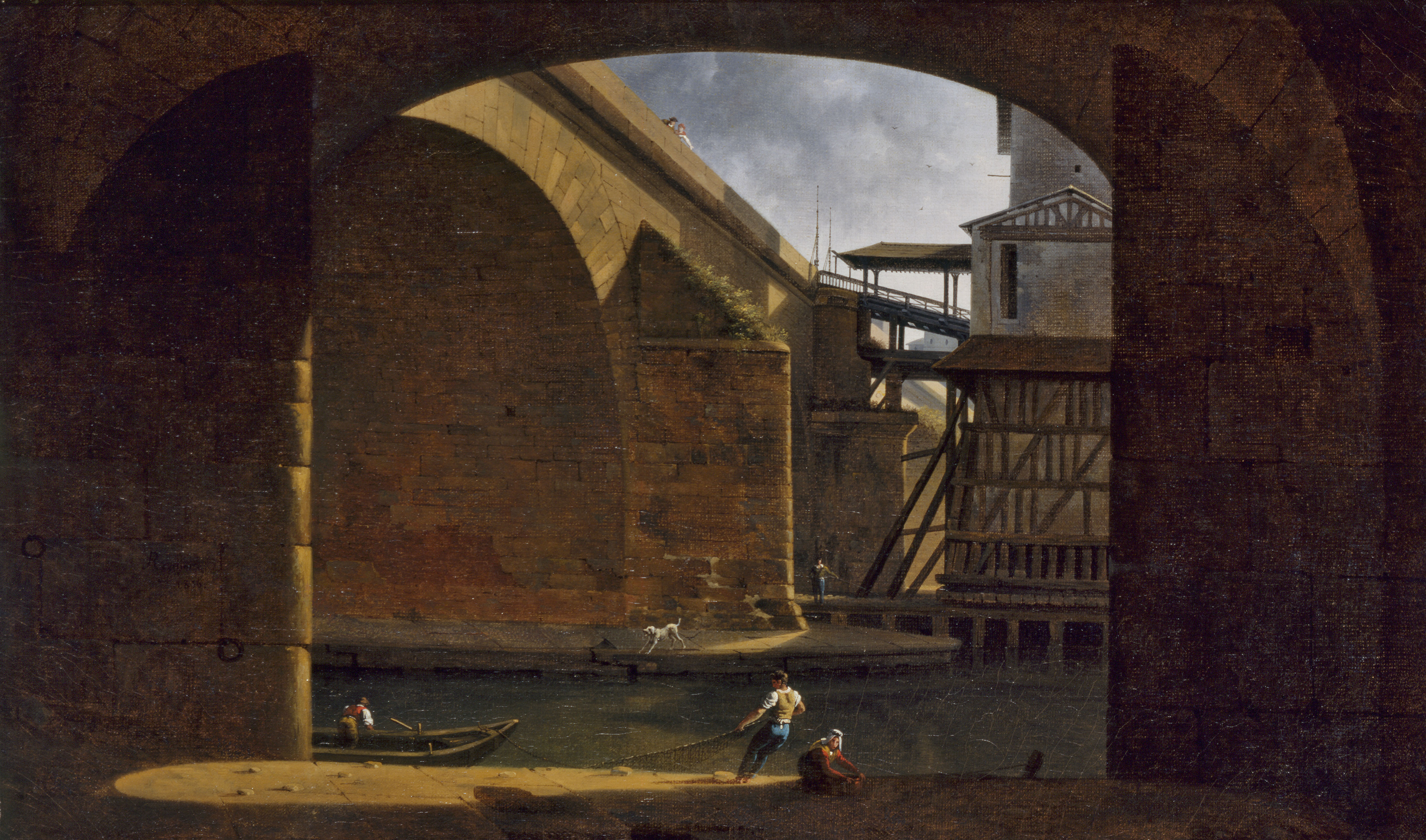
Le Pont et la pompe Notre-Dame vue du quai de Gesvres (1815), Paris, musée Carnavalet.

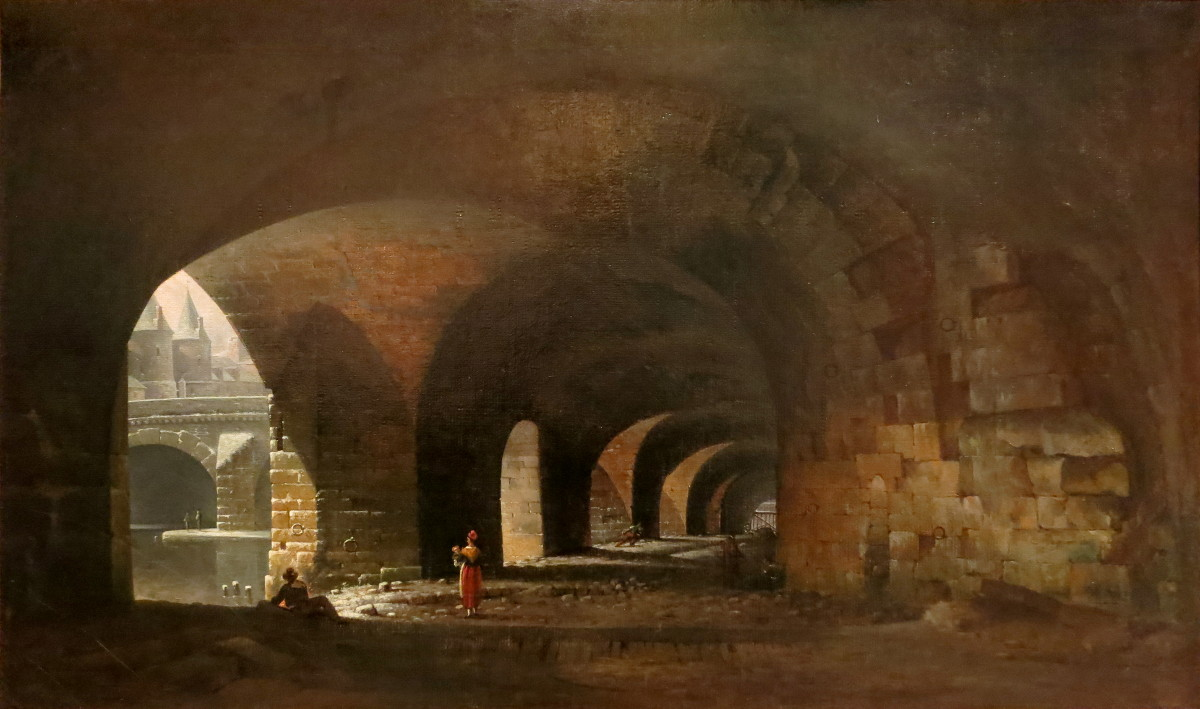
La Voûte du quai de Gesvres (1815), Paris, musée Carnavalet.

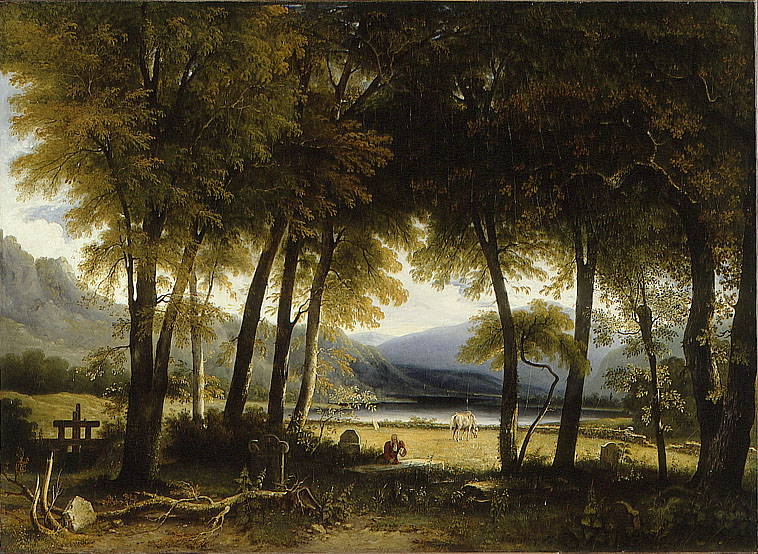
Old Mortality (1833), Paris, musée du Louvre.

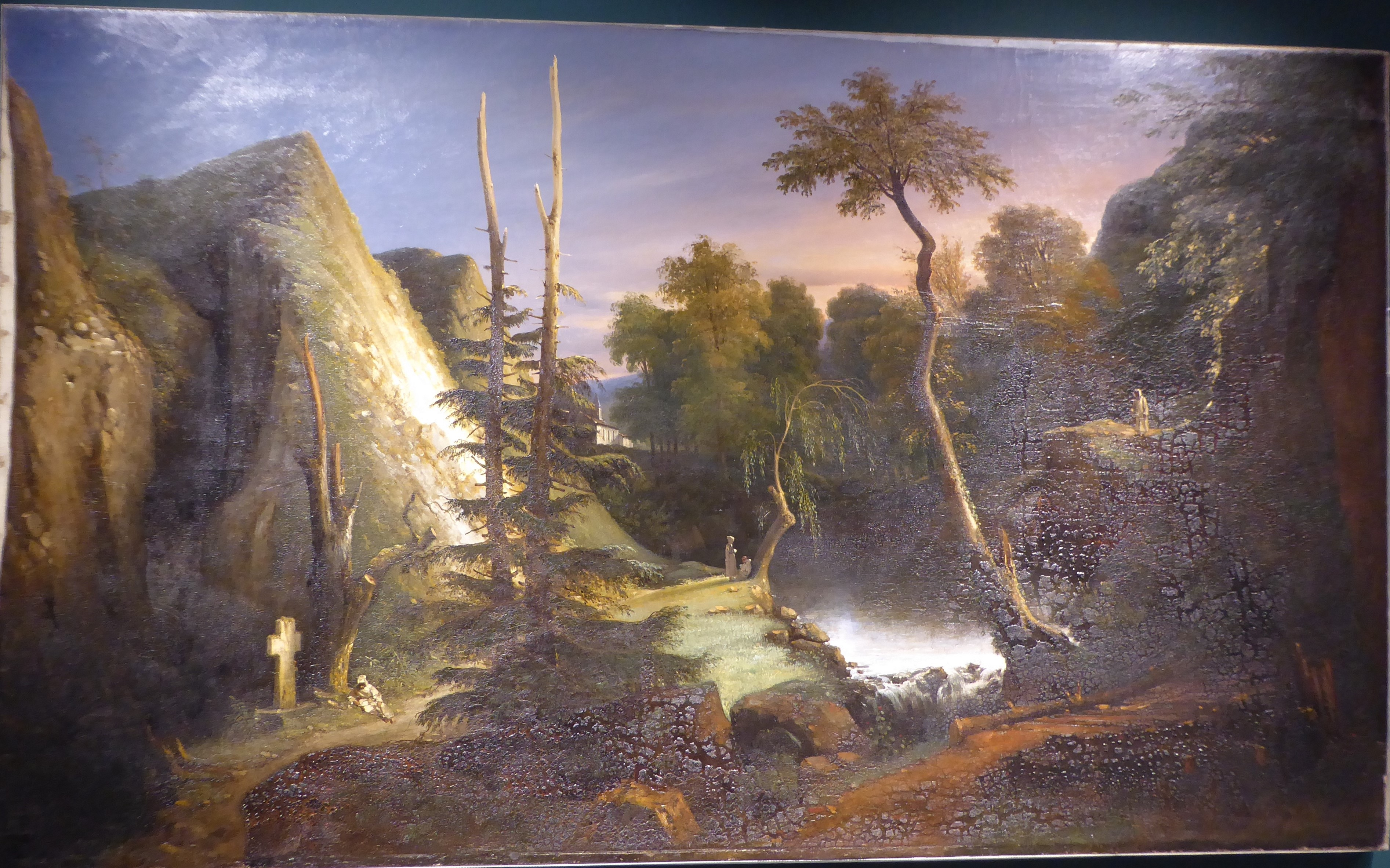
Site solitaire pris aux environs de la Grande Chartreuse de Grenoble (1841), musée des Beaux-Arts de Chartres.

Jacques Auguste Regnier appartient à la génération des artistes formés à l’école de Pierre-Henri de Valenciennes (1750-1819). Élève de Jean-Victor Bertin (1767-1842), il demeure fidèle à son enseignement par la pratique de la peinture d’histoire et du paysage d’après nature.
Il expose au Salon à partir de 1812 avec des compositions romantiques et pittoresques comme : Jeune femme jetant des fleurs sur une pierre tumulaire, paysage, temps orageux (1812), ou Moines en prières, effrayés par un serpent qu’un chien découvre (1814). De ses voyages, en Auvergne, Dauphiné, Normandie, Picardie, il rapporte des sujets qui suscitent l’estime de Caroline de Bourbon-Siciles, duchesse de Berry (Vue du Puy-de-Dôme prise dans le cimetière de Royat, Salon de 1822) et du duc d’Orléans (Vue du château de Pierrefonds, Salon de 1817 et Vue des environs de Riom, Salon de 1822). 
Parallèlement à cette veine d'inspiration, les thèmes qu'il emprunte à l'Histoire de France : Jeanne d'Arc se dévouant au salut de la France, (Salon de 1819, galerie de Diane, palais de Fontainebleau), ou à la littérature, en particulier celle de Walter Scott, dont il est un lecteur assidu : Le tombeau du Roi Arthur (Salon de 1817) et Old Mortality (Salon de 1833. Paris, musée du Louvre), montrent son adhésion au genre troubadour et son goût pour la culture britannique (William Wallace sous les habits d'un garde écossais s'introduit dans le château de Durham. Salon de 1824. Paris, hôtel de Brienne).
Séduit par l’anglomanie qui se développe en France jusque dans les années 1830, il fut membre du cercle de Bonington et il fut un des premiers de sa génération à s’intéresser à Constable, dont il possédait une esquisse, et qui figurait au nombre de la petite vingtaine de tableaux du peintre anglais, visibles en France dans les années 1820. Eugène Delacroix qui fut son ami, rapporte dans son Journal, le 9 novembre 1823, alors qu’il travaille aux Massacres de Scio, « ce jour j’ai été voir Regnier, chez qui j’ai revu une esquisse de Constable : admirable chose et incroyable ! ».
Comme Balzac et Victor Hugo par leurs écrits, Regnier participa avec sa peinture à l’émergence d’une vision romantique du vieux Paris : (La Voute du quai de Gesvres, 1815, Paris, musée Carnavalet ; La Pompe Notre-Dame vue du quai de Gesvres, 1815, musée Carnavalet ; Vue du cimetière Saint Joseph rue Montmartre, Salon de 1850, Paris, Comédie-Française) et il s’attelle à partir de 1825 à la publication d’ouvrages illustrés sur le sujet, avec l’assistance de son élève Jean-Jacques Champin (1796-1860). Il reçoit commande du roi Louis-Philippe Ier de deux vue du château de Bizy en 1841 (Vue prise de la cour et Vue prise du parc, Versailles, château de Versailles).
Malgré quelques commandes officielles (décoration de l'église Saint-Roch à Paris : vitrail commandé en 1816 par les paroissiens de Saint-Roch exécuté par Ferdinand Mortelèque  d'après un dessin de Regnier (Christ en croix) et les tableaux de La mission de saint Denis dans les Gaules et Le martyre de saint Denis et de ses compagnons, Salon de 1857, Paris, église Saint-Roch, chapelle Saint Denis) et la reconnaissance dont il bénéficie sous la Restauration (médaillé en 1819 et 1828, il obtient grâce à l’appui de la duchesse de Berry des commandes pour le décor de la galerie de Diane au palais de Fontainebleau), il est victime de la mode en faveur du réalisme et son succès prend fin avec la Monarchie de Juillet.
Jacques Auguste Regnier est nommé chevalier de l'ordre national de la Légion d'honneur par décret du 9 août 1837.

## Œuvres
Les villes et noms d'institutions sont classés par ordre alphabétique :
- Beauvais, musée de l'Oise : Vue du Château de Pierrefonds en ruine (1829), huile sur toile, 21 × 28 cm[7] ;
- Chartres, musée des Beaux-Arts : Site solitaire pris aux environs de la Grande Chartreuse de Grenoble ; effets du soir, huile sur toile 117,3 × 197,7 cm, 1850[8] ;
- Compiègne, château : Portrait de William Wallace, huile sur toile, antichambre de l'aile des Princes ;
- Paris
  - Bibliothèque nationale de France : Habitation de M. Louis-Benoît Picard (1787-1860) au Plessis-Picquet, vue de l'intérieur de la cour (aujourd'hui école Sertillanges 30 avenue du Général Leclerc), dessin aquarellé : lire en ligne sur Gallica ;
  - Musée du Louvre : Old Mortality, 1833, huile sur toile.
- Saint-Omer, musée de l'hôtel Sandelin : La Kermesse de Saint-Omer, 1846, huile sur toile.

## Salons
Il expose au Salon à Paris de 1812 à 1857.
- 1812 : Jeune Femme jetant des fleurs sur une pierre tumulaire, paysage, temps orageux, huile sur toile.
- 1814 : Moines en prières, effrayés par un serpent qu’un chien découvre, huile sur toile.
- 1817 : Vue du château de Pierrefonds, huile sur toile.
- 1819 : Jeanne d'Arc se dévouant au salut de la France, huile sur toile, médaille de deuxième classe.
- 1828 : Paysage, médaille de première classe.